# تورن، کورز
تورن، کورز (به فرانسوی: Turenne, Corrèze) یک کمون در فرانسه است که در Canton of Meyssac واقع شده‌است.

## خصوصیات
تورن ۲۸٫۰۳ کیلومترمربع مساحت و ۷۹۴ نفر جمعیت دارد و ۲۵۷ متر بالاتر از سطح دریا واقع شده‌است.

## نگارخانه

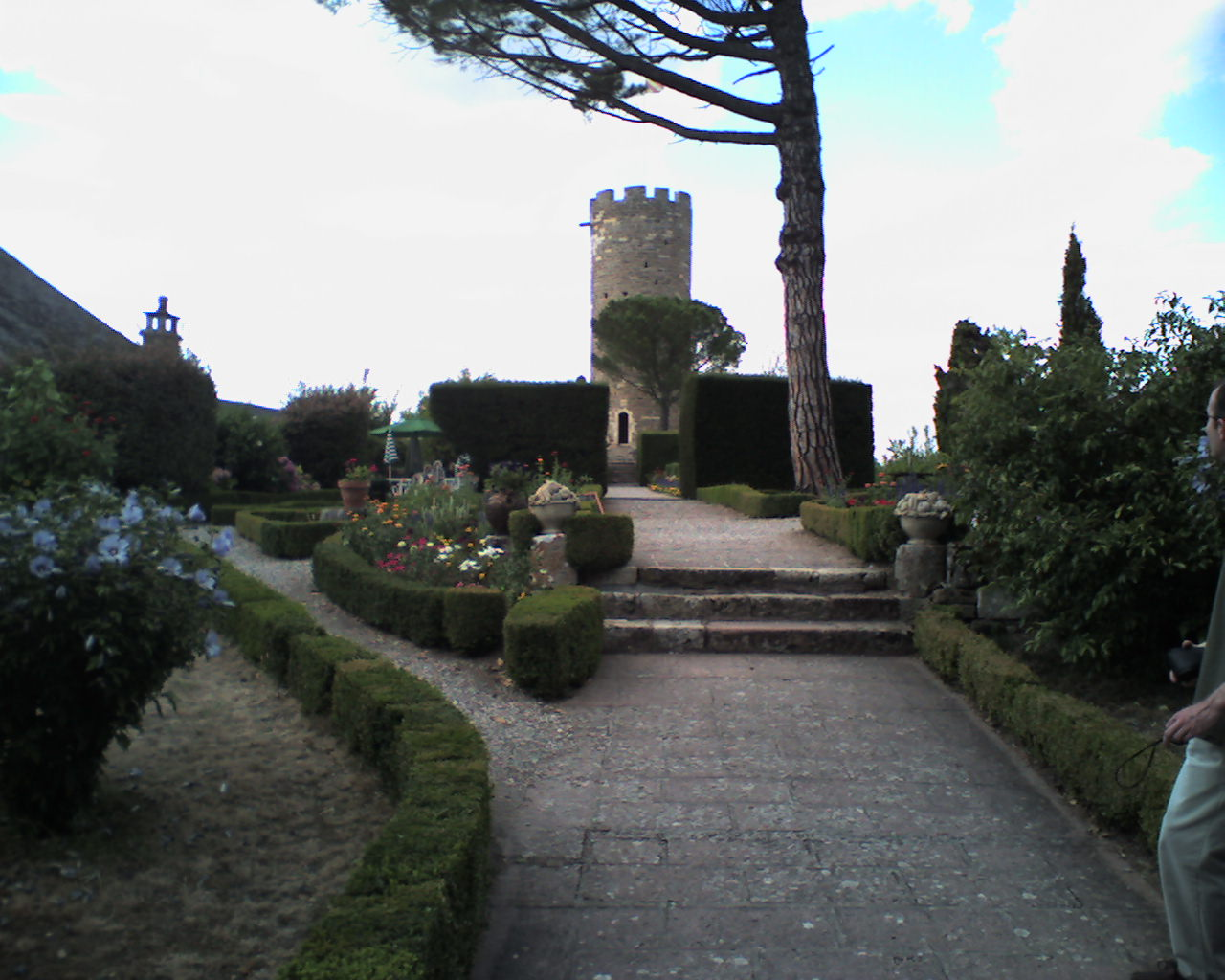
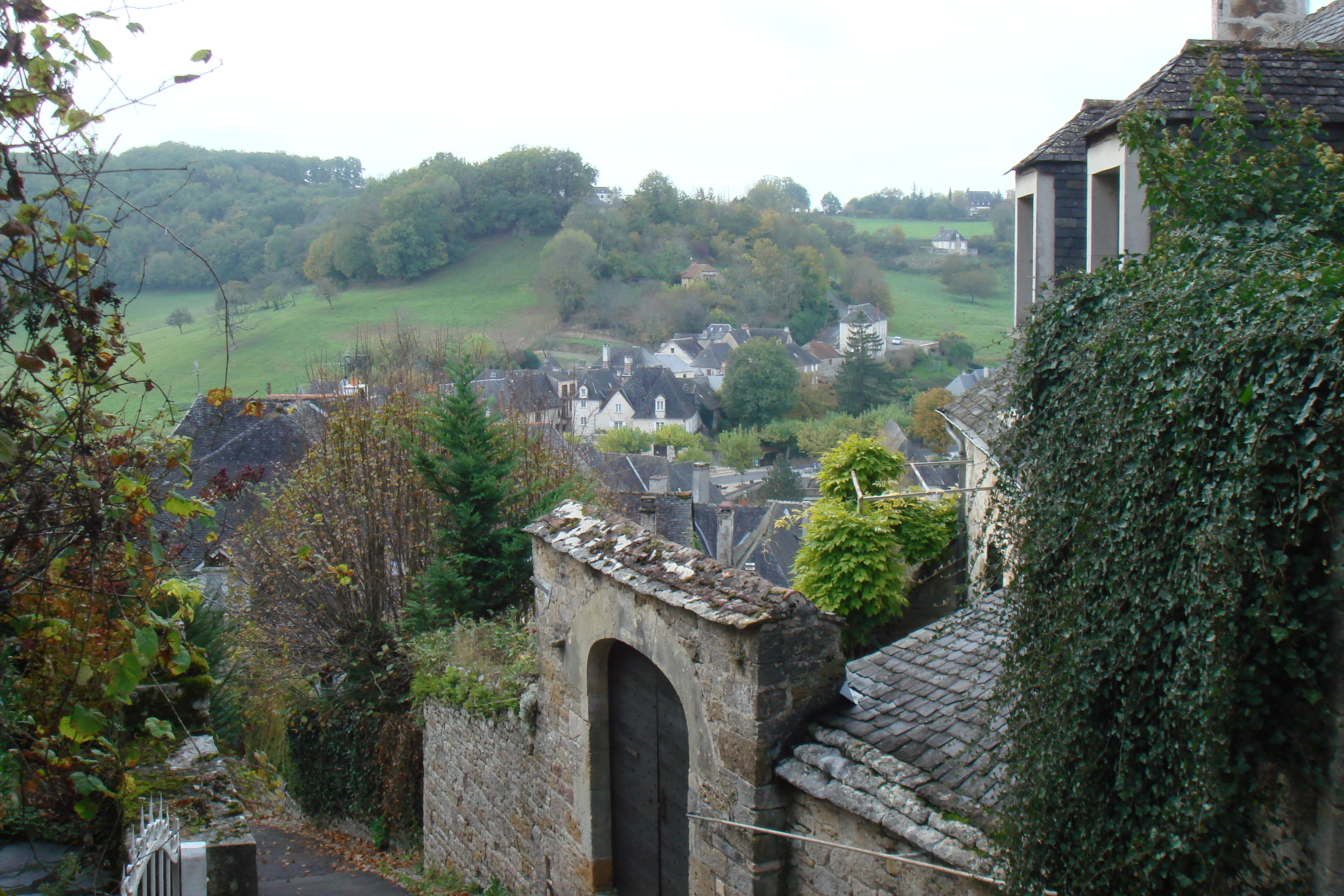